# Neuville-sur-Sarthe
Neuville-sur-Sarthe é uma comuna francesa na região administrativa do País do Loire, no departamento de Sarthe. Estende-se por uma área de 22.94 km². Em 2010 a comuna tinha 2 482 habitantes (densidade: 108,2 hab./km²).